# Phytodietus austrocaledonicus
Phytodietus austrocaledonicus är en stekelart som först beskrevs av Montrousier 1864.  Phytodietus austrocaledonicus ingår i släktet Phytodietus och familjen brokparasitsteklar. Inga underarter finns listade i Catalogue of Life.